# Fours à chaux du Petit Carrier
Les fours à chaux des Gravelets est un ancien ensemble industriel de fours à chaux situés à Orval sur Sienne, dans le département de la Manche, en région Normandie. Le site est inscrit au titre des monuments historiques depuis 1989.

## Localisation
Les fours sont situés au lieudit Riotte

## Historique
Les trois fours à chaux sont construits aux XVIIIe siècle et XIXe siècle.
Un arrêté du 22 mai 1989 inscrit les fours au titre des monuments historiques.